# Alfa Karina Arrué
Alfa Karina Arrué Valle (Santa Tecla, El Salvador, 22 de abril de 1976) es una montañista, abogada y diplomática salvadoreña, reconocida por ser la primera mujer salvadoreña en alcanzar la cima del Monte Everest, el punto más alto del planeta, el 17 de mayo de 2023. Su trayectoria en el montañismo la ha posicionado como una figura pionera del alpinismo en Centroamérica.

## Biografía
Arrué nació en San Salvador y desde joven mostró interés por el deporte y la aventura. Es licenciada en Ciencias Jurídicas por la Universidad Dr. José Matías Delgado. Durante su vida profesional ha ejercido como abogada, docente universitaria y funcionaria.
Su incursión en el montañismo comenzó en 2010, cuando decidió combinar su pasión por el deporte con el reto de conquistar cumbres emblemáticas a nivel mundial. Entre sus logros deportivos destaca la escalada del Pico de Orizaba en México, el Nevado Sajama en Bolivia, el Aconcagua en Argentina y otras cumbres en América y Asia.
En 2021, intentó por primera vez llegar a la cima del Everest, pero debió abandonar la expedición debido a condiciones climáticas extremas. No obstante, su determinación la llevó a regresar en 2023 con una nueva expedición, en la que logró su objetivo.

## Trayectoria como montañista
Arrué comenzó su carrera en el montañismo como un desafío personal que pronto se transformó en un proyecto deportivo de largo plazo. Se ha entrenado y participado en expediciones en diversas cordilleras del continente americano y Asia. Entre las cumbres que ha escalado se encuentran:
- 37 volcanes de Guatemala[3]
- Pico de Orizab - México[4]
- Nevado Pisco - Perú
- Volcán Chimborazo - Ecuador
- Cerro Aconcagua - Argentina
- Lobuche y Monte Lluch - Nepal
- Denali y Monte Whitney - Estados Unidos[5]

## Cima del Everest

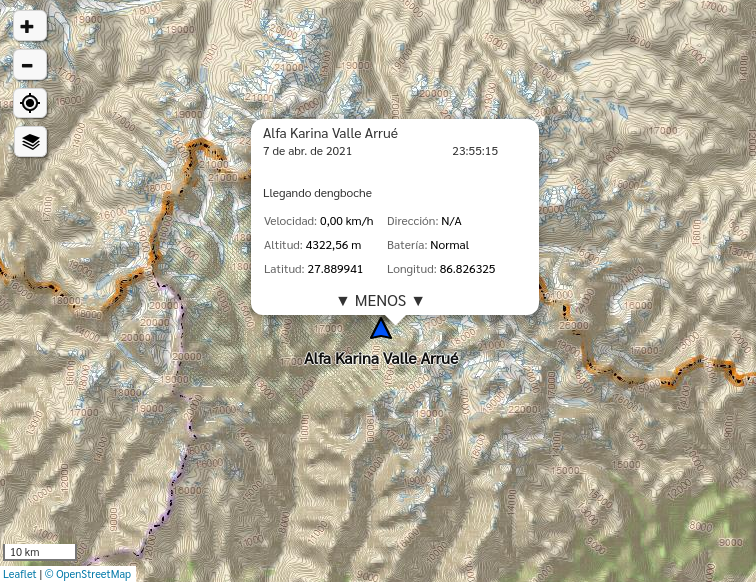
Captura de la ubicación enviada por Alfa Karina Arrué.

El 17 de mayo de 2023, a las 6:00 a. m. hora de Nepal, Arrué alcanzó la cima del Monte Everest (8,848.86 metros), convirtiéndose en la primera mujer salvadoreña y una de las pocas centroamericanas en lograrlo. La expedición fue organizada junto a la agencia Seven Summit Treks y contó con el apoyo de guías sherpas y patrocinadores salvadoreños.
El ascenso formó parte de su proyecto de alcanzar las Siete Cumbres —las montañas más altas de cada continente—, un desafío emblemático dentro del montañismo mundial. Su éxito en el Everest la posicionó como referente en el montañismo femenino en una región donde el deporte de altura aún está en desarrollo.

## Reconocimientos
En 2016, Alfa Karina fue distinguida con el premio Hija del Quetzal, en reconocimiento por haber escalado los 37 volcanes oficialmente registrados de Guatemala en un período de un año. En 2022, la Asamblea Legislativa de El Salvador la declaró Hija Meritísima de El Salvador, como homenaje a su destacada trayectoria y aportes al montañismo nacional. Ese mismo año, recibió la Orden de Las Colinas, otorgada por la Asociación Tecleños de Corazón, en honor a su perseverancia, valentía y contribución al orgullo salvadoreño.